# Forallac
Forallac is een gemeente in de Spaanse provincie Girona in de regio Catalonië met een oppervlakte van 50 km². Forallac telt 1.723 inwoners (1 januari 2016).

## Demografische ontwikkeling
Bron: INE, 1991-2011: volkstellingen
Opm.: De gemeente Forallac ontstond in 1976 door de fusie van de voormalige gemeenten Fonteta, Peratallada en Vulpellach